# Landstrassegambiet
Het Landstrassegambiet, ook Rétigambiet genaamd, is bij het schaken een variant in de schaakopening Réti. Het gambiet heeft de ECO-code A09 en de beginzetten zijn
1. Pf3 d5
2. c4
Het gambiet is vernoemd naar de Weense wijk Landstraße, waar het voor het eerst gespeeld werd.